# Абу Яхья аль-Либи
Абу Яхья аль-Либи (араб. أبو يحيى الليبي‎, имя при рождении Мохаммед Хассан Каид, ок. 1963 — 4 июня 2012), имя при рождении Мухаммед Хассан Каид, — международный террорист, радикальный-исламист, высокопоставленный чиновник «Аль-Каиды» (считалось, что после смерти Усамы бен Ладена стал № 2 в организации после Аймана аз-Завахири, предполагаемый член Ливийской исламской боевой группы.
По сообщениям, отличался большими познаниями в области богословия и поэзии, владел несколькими языками. В частности, он изучал исламское право в Мавритании.
Родился в Ливии и был гражданином этой страны. В начале 1990-х годов после окончания университета перебрался в Афганистан, где присоединился к «Аль-Каиде».
В конце 2002 года, через год после терактов 11 сентября, был взят в плен американскими войсками и посажен в тюрьму в Баграме (Афганистан), откуда бежал 10 июля 2005 года. После этого продолжил террористическую деятельность и стал активно выпускать пропагандистские видео (считается, что по количеству созданных видеообращений он занимает третье место среди террористов после бен Ладена и аз-Завахири).
4 июня 2012 года появилось сообщение о том, что он, по данным пакистанской разведки, был уничтожен американской бомбардировкой в Северном Вазиристане (в селе Хассу Хель к югу от Мир-Али), что впоследствии было подтверждено правительством США.